# Biscayne National Park
Biscayne National Park er en nationalpark i den sydlige del af delstaten Florida i USA. Parken blev etableret 28. juni 1980, og er på cirka 700 km ². 
Parken, der ligger i Biscaynebugten, i den nordlige ende af øgruppen Florida Keys, har fire forbundne havøkosystemer: mangroveskove, bugten, øgruppen og koralrev.  Truede dyrearter er blandt andre vestindisk manatar, spidskrokodille, forskellige havskildpadder og vandrefalk.
Den vigtigste attraktion i parken er muligheden for dykning eller snorkling omkring  koralrevene i bugten. Der er også bådture i en båd med glasbund eller man kan leje en kajak for at udforske bugten og øerne rundt om. Parken er et af de bedste områder for dykning i USA, og 95 % af parken består af vand. 
Blandt områdets måge- og ternearter er kongeterne, lattermåge ringnæbbet måge og brun pelikan lever umiddelbart ud for kysten.

## Historie
Spanske opdagelsesrejsende  fandt den 35 kilometer lange lagune i det 16. århundrede, men den første permanente europæiske bosættelse i Miami-området kom ikke før begyndelsen af det 19. århundrede. Selv om  nogle beboere i området, forblev området stort set uberørt af mennesker frem til nyere tid.
I 1961 stemte 13 grundejere enstemmigt for at oprette City of Islandia på Elliott Key. I 1962 blev der offentliggjort planer for SeaDade, en stor industriel havneby. Dette blev støttet af milliardæren og skibsrederen Daniel K. Ludwig som også ville ha et olieraffinaderi i bugten. Flere lokale støttede også planerne om havnebyen. I 1968 blev det kendt at myndighederne hældede mere til at beskytte området som nationalmonument, hvilket blev mødt med modstand fra ejerne. Alligevel underskrev præsident Lyndon B. Johnson under erklæringen om at området skulle blive nationalmonument samme år. 28. juni 1980 blev området officielt en nationalpark.